# Wojciech Szczęsny
Wojciech Tomasz Szczęsny (Varsó, 1990. április 18. –) lengyel válogatott labdarúgó. Bár a 2024-es labdarúgó Európa-bajnokságot követően visszavonult, végül 2024 szeptember 25-én aláírt a Barcelonához. 

## Pályafutása
Pályafutását a KP Legia Warszawában kezdte, és mindössze 15 éves volt, amikor felfigyelt rá az Arsenal.
Wojciech Szczęsny 2007. augusztus 1-jén csatlakozott az Arsenal utánpótlás csapatához. 2008. októberében mindkét karját eltörte egy edzésen, és hat hónapot kénytelen volt kihagyni. Az Arsenal első csapatába először 2009. május 24-én nevezte Arsene Wenger a Stoke City elleni bajnoki találkozón. A 2009-2010-es Premier League szezont már a felnőtt csapat tagjaként kezdte és az 53-as számot kapta meg.
A bajnokok ligájában is szereplő csapatba nevezte a menedzser, a Standard de Liège elleni találkozóra 2009. szeptember 16-án. 2009. szeptember 22-én debütált az Arsenal felnőtt csapatában, a West Bromwich Albion FC elleni Carlin Cup mérkőzésen, amelyet az Arsenal nyert 2-0 arányban.
Az angol harmadosztályban szereplő Brentford együtteséhez 2009. november 20-án kerül kölcsönszerződés keretében, és azóta fontos találkozókon bizonyította tehetségét.
A kölcsönszerződésből visszatérően Manuel Almunia és Łukasz Fabiański sérülései miatt, 2010-ben bemutatkozott a Premier League-ben. 2011-től Wengernél ő számított az első számú kapusnak. 2012-ben megkapta az 1-es számú mezt Manuel Almunia távozása után.

### A válogatottban
Szczęsny tagja a 2011-es U21-es labdarúgó-Európa-bajnokságra készülő lengyel válogatott keretnek, és az eddigi selejtezőkön mindig kezdőként lépett pályára. Szerepelt továbbá a lengyel nagy válogatott keretében is világbajnoki selejtezőn, a Szlovénia, és Észak-Írország elleni találkozókon. 2009. november 19-én pedig bemutatkozhatott a lengyel válogatottban a Kanada elleni barátságos mérkőzésen, ahol csereként lépett pályára.
A 2012-es labdarúgó Európa-bajnokságon az első meccsen a kezdőben kapott helyet görög labdarúgó válogatott ellen, ahol a 68. percben egy szabálytalanság miatt kiállították és a következő meccsen eltiltás miatt nem játszhatott, majd a lengyel szövetségi kapitány az eltiltás után nem rakta vissza Szczęsny-t a csapatba, helyette a cserekapus Przemysław Tytoń játszott.

## Statisztika

### Klubcsapatokban
2022. augusztus 31. szerint
| Klub                   | Szezon           | Bajnokság        | Bajnokság | Bajnokság | Kupa  | Kupa | Liga kupa | Liga kupa | Nemzetközi | Nemzetközi | Egyéb | Egyéb | Összesen | Összesen |
| Klub                   | Szezon           | Bajnokság        | Mérk.     | G.        | Mérk. | G.   | Mérk.     | G.        | Mérk.      | G.         | Mérk. | G.    | Mérk.    | G.       |
| ---------------------- | ---------------- | ---------------- | --------- | --------- | ----- | ---- | --------- | --------- | ---------- | ---------- | ----- | ----- | -------- | -------- |
| Arsenal                | 2009–10          | Premier League   | 0         | 0         | 0     | 0    | 1         | 0         | 0          | 0          | 0     | 0     | 1        | 0        |
| Brentford (kölcsönben) | 2009–10          | League One       | 28        | 0         | 0     | 0    | 0         | 0         | 0          | 0          | 0     | 0     | 28       | 0        |
| Arsenal                | 2010–11          | Premier League   | 15        | 0         | 2     | 0    | 5         | 0         | 2          | 0          | 0     | 0     | 24       | 0        |
| Arsenal                | 2011–12          | Premier League   | 38        | 0         | 1     | 0    | 0         | 0         | 9          | 0          | 0     | 0     | 48       | 0        |
| Arsenal                | 2012–13          | Premier League   | 25        | 0         | 4     | 0    | 1         | 0         | 3          | 0          | 0     | 0     | 33       | 0        |
| Arsenal                | 2013–14          | Premier League   | 37        | 0         | 0     | 0    | 0         | 0         | 9          | 0          | 0     | 0     | 46       | 0        |
| Arsenal                | 2014–15          | Premier League   | 17        | 0         | 5     | 0    | 0         | 0         | 6          | 0          | 1     | 0     | 29       | 0        |
| Arsenal                | Összesen         | Összesen         | 132       | 0         | 12    | 0    | 7         | 0         | 29         | 0          | 1     | 0     | 181      | 0        |
| Roma (kölcsönben)      | 2015–16          | Serie A          | 34        | 0         | 0     | 0    | —         | —         | 8          | 0          | 0     | 0     | 42       | 0        |
| Roma (kölcsönben)      | 2016–17          | Serie A          | 38        | 0         | 0     | 0    | —         | —         | 1          | 0          | 0     | 0     | 39       | 0        |
| Roma (kölcsönben)      | Összesen         | Összesen         | 72        | 0         | 0     | 0    | –         | –         | 9          | 0          | 0     | 0     | 81       | 0        |
| Juventus               | 2017–18          | Serie A          | 17        | 0         | 2     | 0    | —         | —         | 2          | 0          | 0     | 0     | 21       | 0        |
| Juventus               | 2018–19          | Serie A          | 28        | 0         | 2     | 0    | —         | —         | 10         | 0          | 1     | 0     | 41       | 0        |
| Juventus               | 2019–20          | Serie A          | 29        | 0         | 0     | 0    | —         | —         | 7          | 0          | 1     | 0     | 37       | 0        |
| Juventus               | 2020–21          | Serie A          | 30        | 0         | 0     | 0    | —         | —         | 7          | 0          | 1     | 0     | 38       | 0        |
| Juventus               | 2021–22          | Serie A          | 33        | 0         | 0     | 0    | —         | —         | 7          | 0          | 0     | 0     | 40       | 0        |
| Juventus               | 2022–23          | Serie A          | 2         | 0         | 0     | 0    | —         | —         | 0          | 0          | 0     | 0     | 2        | 0        |
| Juventus               | Összesen         | Összesen         | 139       | 0         | 4     | 0    | –         | –         | 33         | 0          | 3     | 0     | 179      | 0        |
| Karrier összesen       | Karrier összesen | Karrier összesen | 371       | 0         | 16    | 0    | 7         | 0         | 71         | 0          | 4     | 0     | 469      | 0        |

### Válogatott
| Lengyelország | Lengyelország   | Lengyelország |
| Év            | Pályára lépések | Gólok         |
| ------------- | --------------- | ------------- |
| 2009          | 1               | 0             |
| 2010          | 0               | 0             |
| 2011          | 6               | 0             |
| 2012          | 5               | 0             |
| 2013          | 4               | 0             |
| 2014          | 6               | 0             |
| 2015          | 2               | 0             |
| 2016          | 4               | 0             |
| 2017          | 4               | 0             |
| 2018          | 8               | 0             |
| 2019          | 6               | 0             |
| 2020          | 3               | 0             |
| 2021          | 13              | 0             |
| 2022          | 8               | 0             |
| 2023          | 4               | 0             |
| Összesen      | 74              | 0             |

## Sikerei, díjai

### Klubcsapatokban
Arsenal 
- Angol ligakupa – döntős: 2011
- FA-kupa győztes: 2014, 2015
- Premier Academy League – győztes: 2008–09
- Angol szuperkupa – győztes: 2014

 Juventus 
- Serie A – győztes: 2017–18, 2018–19, 2019–20
- Olasz Kupa – győztes: 2018
  - döntős: 2019
- Szuperkupa – győztes: 2018, 2020

### Egyéni
- Premier League –  aranykesztyű: 2013–14
- Serie A – legjobb kapus: 2019–20

## Fordítás
- Ez a szócikk részben vagy egészben  a   Wojciech Szczęsny című angol Wikipédia-szócikk fordításán alapul.  Az eredeti cikk szerkesztőit annak laptörténete sorolja fel. Ez a jelzés csupán a megfogalmazás eredetét és a szerzői jogokat jelzi, nem szolgál a cikkben szereplő információk forrásmegjelöléseként.